# Hoyvík
Hoyvík (in danese: Højvig) è un villaggio delle Isole Fær Øer compreso nel comune di Tórshavn sull'isola di Streymoy. Politicamente non è considerato un villaggio od una città, ma fa parte a pieno titolo della città di Tórshavn, di cui è diventato un sobborgo dopo la grande crescita che ha avuto nel corso degli anni.

## Storia
Si ritiene che l'insediamento di Hoyvík abbia centinaia di anni. Nella cittadina si trova una vecchia fattoria che risale al diciassettesimo secolo. Oggi è adibita a museo a cielo aperto. 

## Sport
Nel villaggio ha sede la società calcistica FC Hoyvík, attualmente militante in terza divisione.